# 馬呈書 (嘉靖舉人)
馬呈書（16世紀—16世紀），字汝緯，號洛川，北直隸廣平府廣平縣人，明朝政治人物。

## 生平
馬呈書是嘉靖二十五年（1546年）丙午科順天鄉試舉人，授南召縣知縣，南召貧瘠頹敗，他到任後懲治惡人、褒揚善類、改善弊政，得百姓擁戴，因父親逝世回鄉，離去時士民哭著送別他，四十二年（1563年）服闋後起為孝義縣知縣，熟知民情吏治，恩威並施，四十五年（1566年）調興縣知縣，大同縣前任知縣處置失宜被強宗所辱，同年獲推舉為該縣知縣，判案剖决如流，隆慶三年（1569年）陞大同府同知，穩定邊境獲明穆宗旌表予以絲幣白金，漢中府知府李齊芳贈詩給他：「即從款馬來燕市，勝遣紅顏出漢宮。」入朝擔任南京戶部員外郎，陞浙江司郎中，萬曆五年（1577年）出為大同府知府，十六次獲奏章推薦，六次得賜金幣，為當時知府罕見待遇，九年（1581年）陞福建鹽運使，上疏請求退休，以新官銜致仕，回鄉後題名正屋為「以雲」，刻錄家訓，十四年（1586年）春季明神宗追念他的功勞，遣使賜金幣到他家，入祀鄉賢祠。著有《三事錄》、《世恩錄》、《考績承恩錄》。

## 引用
1. ↑  《明神宗顯皇帝實錄》·卷一百十七：（萬曆九年十月壬寅）陞……山西大同知府馬呈書為福建鹽運使……
2. ↑  康熙《廣平縣志·文獻卷之四》：馬呈書 字汝緯，洛川其別號也，生而穎異，半神秀立，博綜典故，沉潛析理，士林推較。登嘉靖丙午榜，初授南召令，地瘠民頹，公至懲巨憝、旌良善、修廢政，百姓翕然戴之，丁外艱，士民泣送不忍令制，起補孝義，民悍多盜，治以恩威，教化大行，會晉陽興縣殘剽尤劇，上詔循吏牧之，主爵者奏改牧興縣，□方撫恤，又大同前令處置失宜，為強宗所辱，輿論推改大同令。歷試諸艱□不□職，尋陞本府郡丞，單車出塞，邊陲晏然，上嘉悅旌以絲幣白金，漢中李太守齊芳贈詩云：「即從款馬來燕市，勝遣紅顏出漢宮。」是年遷南戶部員外郎，尋轉浙江司郎中，詔復守雲中，輕車熟路，功益偉矣，當道交薦，前後凡十六疏，疏上六賜金幣，此二千石之僅見者，擢福建都轉運使，上疏乞休，以新銜致仕，歸里題其堂曰「以雲」，刻家訓為後昆式。丙戌春上猶追念厥功，仍遣使賜金幣於家，時家居五年，猶承恩賚，真曠典乎，鄉評謂：「昔人方嚴首，包孝肅循良美，龔黃急流勇退，則羨兩疏公殆庶之矣。」所著有《三事錄》、《世恩錄》、《考績承恩錄》，入鄉賢祠，公論協焉。楚人陳鎜曰：「余觀汝緯所敭歷多邊徼重地，非巖邑即劇郡，而能□□噢咻，使所居見戴、所去見思，與龔□□褒德爭烈矣。至靖邊一事，又超婁敬□□魏絳功何偉與故。余略輯其梗概以□邑乘，俾後有修班氏之業者得以釆焉。」
3. ↑  乾隆《孝義縣志·人物事蹟》：馬呈書，廣平人，明嘉靖時知縣，周知民情、熟習吏治、政平仁和，陞大同知府。
4. ↑  順治《雲中郡志·卷六》：馬呈書，廣平人，嘉靖中以鄉科起家為大同令，才華豐贍，剖決如流，秩滿同知大同府，會款貢事宜多有擘畫功，督府以聞賜金帛焉，陞郎中，萬曆五年知大同府，政肅民理，尤留意學校，三雲大治，陞運使致政歸。